# Francelos (Orense)
Francelos (llamada oficialmente Santa María Madanela de Francelos) es una parroquia y un lugar del municipio español de Ribadavia, en la provincia de Orense, Galicia.

## Toponimia
La parroquia también es conocida por el nombre de Santa María Magdalena de Francelos.

## Organización territorial
La parroquia está formada por dos entidades de población:
- Francelos
- Prexigueiro

## Demografía

### Parroquia
| Gráfica de evolución demográfica de Francelos (parroquia) entre 2000 y 2023 |
|                                                                             |
| Datos según el nomenclátor publicado por el INE.                            |

### Lugar
| Gráfica de evolución demográfica de Francelos (lugar) entre 2000 y 2023 |
|                                                                         |
| Datos según el nomenclátor publicado por el INE.                        |

## Patrimonio
- Capilla de San Xes de Francelos, capilla con importantes elementos prerrománicos del siglo IX. Esta capilla es la segunda iglesia más importante de España en su estilo artístico.